# Сан-Бенито (округ)
Сан-Бени́то (англ. San Benito) — округ, расположенный в штате Калифорния. Население округа, по данным переписи 2000 года, составляет 53 234 человека. Окружной центр — город Холлистер.

## История
Округ Сан-Бенито был сформирован из частей округа Монтерей в 1874 году.
Округ назван в честь долины Сан-Бенито.

## География
По данным Бюро переписи населения США, общая площадь округа равняется 3,602.0 км², из которых 3 597,6 км² (99,88 %) составляет суша и 4,4 км² (0,12 %) — вода.

### Соседние округа
На севере Сан-Бенито граничит с округом Санта-Клара, на северо-западе с округами Санта-Клара и Санта-Круз, на северо-востоке с Мерседом, на востоке и юго-востоке с Фресном, на западе и юго-западе с округом Монтерей.

### Города
- Холлистер
- Сан-Хуан-Баутиста

## Транспортная инфраструктура

### Главные автомагистрали
- U.S. Route 101
- State Route 25
- State Route 129
- State Route 146
- State Route 156

### Аэропорт
Холлистерский окружной аэропорт является главным аэропортом, расположенный к северу от Холлистера.

## Демография
По данным переписи 2000 года, население округа Сан-Бенито составляет 53 234 человек, 15 885 домохозяйств и 12 898 семей, проживающих в округе. Плотность населения равняется 15 чел/км². В округе 16 499 единиц жилья со средней плотностью 5 ед/км². Расовый состав округа включает 65,17 % белых, 1,08 % чёрных или афроамериканцев, 1,16 % коренных американцев, 2,40 % азиатов, 0,19 % выходцев с тихоокеанских островов, 24,87 % представителей других рас и 5,14 % представителей двух и более рас. 47,93 % из всех рас — латиноамериканцы. Для 62,8 % жителей родным является английский язык, для 35,3 % — испанский.
Из 15 885 домохозяйств 46,3 % имеют детей в возрасте до 18 лет, 65,7 % являются супружескими парами, проживающими вместе, 10,5 % являются женщинами, проживающими без мужей, а 18,8 % не имеют семьи. 14,1 % всех домохозяйств состоят из отдельных лиц, в 5,4 % домохозяйств проживают одинокие люди в возрасте 65 лет и старше. Средний размер домохозяйства составил 3,32, а средний размер семьи — 3,64.
В округе проживает 32,2 % населения в возрасте до 18 лет, 8,8 % от 18 до 24 лет, 31,5 % от 25 до 44 лет, 19,3 % от 45 до 64 лет, и 8,1 % в возрасте 65 лет и старше. Средний возраст населения — 31 год. На каждые 100 женщин приходится 102,5 мужчин. На каждые 100 женщин в возрасте 18 лет и старше приходится 99,6 мужчин.
Средний доход на домашнее хозяйство составил $57 469, а средний доход на семью $60 665. Мужчины имеют средний доход в $44 158 против $29 524 у женщин. Доход на душу населения равен $20 932. Около 6,7 % семей и 10,0 % всего населения имеют доход ниже прожиточного уровня, в том числе 11,4 % из них моложе 18 лет и 8,5 % от 65 лет и старше.